# Relations entre la Corée du Sud et l'Union européenne
Les relations entre la Corée du Sud et l'Union européenne, basées sur l'accord-cadre de commerce et de coopération conclu en 2001, se sont considérablement développées dans les années 2000 et 2010 sous l'effet de la conclusion de nouveaux traités tels que l'accord de libre-échange entre l'Union européenne et la Corée du Sud et grâce à l'accroissement des relations politiques et commerciales bilatérales.

## Relations économiques

### Avant la conclusion du traité de libre-échange
Même avant la conclusion de l'ALE, l'Union européenne a été un partenaire commercial majeur de la Corée du Sud : les exportations européennes vers la péninsule coréenne ont par exemple connu une croissance annuelle moyenne de 7 % entre 2007 et 2011. D'ailleurs, la coopération économique entre les deux puissances a débuté bien avant la signature de l'accord en 2011. Ainsi, depuis 1997, est en vigueur entre la Corée du Sud et l'UE un accord de coopération et d'assistance administrative mutuelle en matière douanière tandis qu'en 2001 a été conclu un accord-cadre de commerce et de coopération qui avait véritablement fondé les relations entre la Corée du Sud et l'Union européenne.

### Après l'entrée en vigueur du traité de libre-échange
L'Union européenne fait partie des plus importants investisseurs en Corée du Sud, avec les États-Unis et le Japon, jusqu'à prendre en 2011 la première place avant de reculer derrière les deux autres pays l'année suivante. À l'intérieur de l'UE, l'Allemagne est le premier pays exportateur à destination de la Corée, suivie par la France. Plus globalement, l'Union européenne est le quatrième plus grand marché à l'exportation de la Corée du Sud tandis que cette dernière est le dixième partenaire commercial le plus important de l'UE : l'Union européenne est particulièrement excédentaire dans le commerce des services, la Corée du Sud étant fortement en demande de services spécialisés notamment dans la finance et le secteur bancaire. Les effets de l'accord de libre-échange (qui vise à terme à supprimer 98 % des tarifs douaniers) se sont ressentis dès l'année suivant son entrée en vigueur, ainsi en 2011-2012, les exportations des produits complètement libéralisés ont augmenté de 32 % et dans le même temps l'exportation des produits partiellement libéralisés s'est accrue de 10%.
Le traité de libre-échange a été la cible de critiques notamment de la part des constructeurs automobiles européens qui se plaignent de ne pas réussir à s'implanter en Corée du Sud du fait de barrières commerciales persistantes. En France, les constructeurs et le gouvernement, par la voix de son ministre Arnaud Montebourg, ont également accusé le traité d'avoir inondé le marché automobile européen : Montebourg affirmait ainsi en 2012 que « cet accord de libre-échange entre l’Union européenne et la Corée a été naïvement passé l’année dernière, et aujourd’hui nous nous retrouvons avec des augmentations sur le marché des diesels des petites cylindrées de 1 000% ».

## Relations politiques et militaires
Depuis 2002, l'Union européenne et la Corée du Sud ont organisé conjointement plusieurs sommets bilatéraux : le premier s'est tenu à Copenhague en 2002, le deuxième à Hanoï en 2004, le troisième à Helsinki en 2006, le quatrième à Séoul en 2009, le cinquième à Bruxelles en 2010 et enfin le sixième sommet s'est tenu, pour la seconde fois, à Séoul en 2012.
Le 10 mai 2010 un nouvel accord-cadre a été signé dont l'objectif était notamment de renforcer la coopération dans les domaines de la sécurité (le contre-terrorisme ou la non prolifération des armes de destruction massive), des droits de l'homme et de l'énergie. Cet accord-cadre est lié juridiquement à l'accord de libre-échange.

## Sources